# フェイマス・スタジオ
フェイマス・スタジオ（Famous Studios）またはパラマウント・カートゥーン・スタジオ（Paramount Cartoon Studios）は1942年から1967年まで存在したパラマウント映画のアニメーション部門のことである。フェイマス・スタジオは1941年にフライシャー・スタジオの経営権をフライシャー兄弟を解雇することでを強引に得たパラマウントがその後継会社として設立されたものである。このスタジオで制作されたシリーズとしてはポパイ、スーパーマン、スクリーン・ソングス（これら3つはフライシャーのシリーズを継承したもの）、リトル・オードリー（Little Audrey）、リトル・ルル、キャスパー、ハニー・ハーフウィッチ（Honey Halfwitch）、ハーマンとカトニップ（Herman and Katnip）、ベビー・ヒューイ（Baby Huey）、ノベルトゥーン（Noveltoon）がある。
Famousという語はパラマウントの前身になったと言われているフェイマス・プレイヤーズ・フィルム・カンパニーから来たものである。なお、フライシャーとフェイマス・スタジオの音楽の権利を保持していたパラマウントの音楽部門はフェイマス・ミュージックと呼ばれ、カナダで展開していたパラマウント系のムービーシアターチェーンの名はフェイマス・プレイヤースだった。
フェイマス・スタジオの制作品の権利の現在の所有者は、ワーナー・ブラザース・ディスカバリー傘下のワーナー・ブラザース（ターナーを通じて、ポパイ、スーパーマン）、コムキャスト傘下のNBCユニバーサルやユニバーサル・スタジオ（ドリームワークス・アニメーションを通じて、ポパイを除く1950年10月から1962年3月までの全作品及びフィリックス・ザ・キャット（1958年 - 1962年にテレビ放送されたもの)）、パラマウント自身（それ以外の全ての作品）である。

## 社史

### 前史
前身のフライシャー・スタジオはベティ・ブープやポパイのカートゥーンを制作して成功を収めたアニメーション会社である。1938年、フライシャー・スタジオは本社をニューヨークからマイアミビーチに移動した。労働組合の問題が発生していたり、ガリバー旅行記の制作を始めていたりした後のことであった。ガリバー旅行記が成功を収めていた頃、移転にかかる費用やその他の経費がかさみ、フライシャーは財政的に苦しくなった。フライシャーはパラマウントからの前払い金や借金を受けることで、短編映画の制作や、第2の長編映画であるバッタ君町に行くの制作に取りかかっていた。
このスタジオが直面している問題をさらに悪化させたのが、フライシャー兄弟が個人的、職業的問題のために仲違いし、お互いに口をきくことがなくなってしまったことである。1941年5月25日、パラマウントはフライシャー・スタジオの経営権を引き受け、フライシャー兄弟にパラマウントの裁量で使用される署名付きの辞任の手紙を提出させた 。1941年12月に発表されたバッタ君町に行くが失敗に終わった後 、兄のマックスは、もはや弟と協力して作業することができなくなったことを内容とする電報を送った。パラマウントは辞任の手紙を作成することで答え、フライシャー兄弟をスタジオの経営から切り離した。
パラマウントは会社名をフェイマス・スタジオに変更した。経営権は得たものの、フェイマス・スタジオとパラマウントとは別の存在のままだった。3人のフライシャー出身の人物がフェイマス・スタジオの経営に参画する者として昇格していた。経営者がサム・バックヴァルト、絵コンテの作者であるイサドール・スパーバー、アニメーターの長がマックス・フライシャーの義理の息子でシーモア・クナイテルであった。サム・バックヴァルトはエグゼクティブ・プロデューサーとしてマックスの位置を引き受け、スパーバーとクナイテルがデイブが担当していた現場での監督を担当した。3人目のアニメーション監督であったダン・ゴードンはスタジオがニューヨークに移転した直後に解雇された。1941年にフライシャー兄弟はスタジオを去ったが、パラマウントとフライシャーとの契約が正式に満了した後の1942年5月25日に正式にフェイマス・スタジオがパラマウントに合併された。

### 1940年代
パラマウントは買収後すぐに、フェイマス・スタジオの規模を縮小させ、また本社をニューヨークに戻した（1943年初頭に完了）。声優・脚本家のジャック・マーサー、メイ・クエステル、脚本家のカール・マイヤー、アニメーターのマイロン・ウォルドマン、デビッド・テンドラー、トーマス・ジョンソン、ニコラス・タフリ、アル・ユーグスターといったスタッフのほとんどがフライシャー出身の人物だった。これらの人物は、スタジオの歴史の内のほとんど全ての期間所属していた。フライシャーと同じように、アニメーターの長が他のアニメーションスタジオではアニメーション監督が担当している仕事をし、クナイテル、スパーバー、ゴードン、ディズニー出身のビル・ティトラといったクレジットされている監督は現場監督といった状態であった。初期の音楽監督はサミー・ティンバーグであったが、1946年以降はヴァン・ビューレンスタジオ出身のウィンストン・シャープルズが務めた。
この頃は、フライシャーから受け継いだポパイやスーパーマンという漫画の人気キャラクターの作品を制作した。スーパーマンのカートゥーンは制作するのに多額の費用がかかり、さらに出品者と共に目新しさという価値を失ったため、1943年に制作を終了した。それと入れ替わるように、サタデー・イブニング・ポストの漫画キャラクターだったリトル・ルルのシリーズがスタートした。また、ポパイの作品を白黒からカラーにし、一話完結のストーリーであるノベルトゥーンのシリーズ（フライシャーのカラークラシックやワーナーのルーニー・テューンズやメリー・メロディーズに近い）がスタートした。
ノベルトゥーンはハーマンとカトニップ、ベビー・ヒューイといった人気キャラクターを生み出した。また、キャスパーは作家シーモア・リート、アニメータージョー・オリオロが第二次世界大戦中に子供向けの本の題材として制作され、1945年にフェイマス・スタジオでカートゥーンの制作が始まってから、完全なスタジオの所有物としてはスタジオとしては最も成功した作品になった。1947年、フェイマス・スタジオはルルの作者であるマージに巨額の著作権料を支払うのをやめ、新たに「いたずら好きな女の子」としてリトル・オードリーが誕生した。同年に、フェイマス・スタジオはボウシング・ボールの方式を用い、共に歌う形式だった、フライシャーのスクリーン・ソングを復活させた。1951年にはKartune Musical Shortsに改名したが、マックスがボウシング・ボールの所有権を主張したため1953年に制作は取りやめられた。ただし、1954年と1963年にノベルトゥーンの一作品としてこのような形式の作品が制作されている。
スタジオはフライシャー時代のスタッフの多くを抱えていたものの、アニメーション・ファンや歴史学者はアニメーションがかつてのスタイルとは異なる物になったと主張している。彼らはフェイマス・スタジオがフライシャー時代は努力されていた芸術的野望や洗練さが失われ、非常にありふれたものとなり、子供の観衆向けになったと主張している。
なお、スタジオの作品は1948年から1967年まで何度もアカデミー短編アニメ賞の候補になったが、最終的なノミネート・受賞には至らなかった。

### 1950年代以降
サム・バックヴァルトは心臓発作のため1951年没した 。シーモア・クナイテル及びイサドール・スパーバは直後にスタジオの経営者となった。1953年にはデイブ・テンドラーが監督に昇進した。
1950年代中期以降、フェイマス・スタジオには顕著な変化が生じた。1955年、パラマウントはポパイやスーパーマンを除く1942年から1950年までの作品をテレビ放送のためにU.M. & M. TV Corporationに売った。ポパイの作品はAssociated Artists Productions（AAP）が得ることになった。スーパーマンは権利の有効期限が切れたことを機にすでに権利が元の権利者であるDCコミックスに戻されていた。1957年、フェイマス・スタジオはパラマウント・カートゥーン・スタジオに社名変更し、人財削減、組織変更が行われた。パラマウントはスタジオの完全な支配権を手にし、フェイマス・スタジオをパラマウントに統合させた。この頃、イサドール・スパーバが解雇され、シーモア・クナイテルがスタジオの単独経営者になった。この頃から、カートゥーンにかける予算がカットされるようになり、作品の質が低下していった。1959年には全ての作品がリミテッド・アニメーションで表されるようになった。また、安いカラープロセスを採用するためにテクニカラーの使用をやめた。最後にテクニカラーを使用した作品はKatnip's Big Dayというハーマンとカトニップの最後の作品だった。
1959年、パラマウントは自身が所有している残りの作品（1950年以降のポパイ以外の作品）及びキャラクターの権利をハーベイ・コミックスに売った。しかし、最後のパラマウント自身が確立し権利をハーベイ・コミックスに売ったキャラクターが登場するカートゥーンは1961年のTurtle Scoop（ウサギとカメが主人公の作品。なお、彼らは過去の作品にも登場しているが、書き直されている）であった。その代わりのキャラクターとしてパラマウントが制作したJeepers and CreepersやThe Catといった試みは何れも成功しなかった。それにもかかわらず、キング・フィーチャーズやハーベイ・フィルムスに下請けを依頼されて制作したテレビ用アニメーションはスタジオに追加の収入をもたらしたが、皮肉なことに、それらの取り決めにより、パラマウントは、かつて自分たちが権利を持っていた、キャスパー、ポパイ、リトル・ルルの新たなテレビ用カートゥーンの制作のために下請けとして働くことになったのである。キング・フィーチャーズのポパイやKing Features Trilogy TV cartoonsでは、キング・フィーチャーズの下請け先はパラマウントだけではなく、ジャック・キニー・プロダクションズやレンブラント・フィルムがあった。映画制作の方では、1961年リトル・ルルのカートゥーンが13年ぶりにノベルトゥーンの一種として公開された（Alvin's Solo Flight）。また、12のキング・フィーチャーズのKing Features Trilogy TV cartoonsの作品を1962年に劇場で再公開した。出演は、クレイジー・カット、リトル・ルル、ビートル・ベイリー（Beetle Bailey）、スナッフィー・スミス（Snuffy Smith）。
シーモア・クナイテルは1964年に心臓発作で死去し、その後は漫画家のハワード・ポストがスタジオを経営した。ポストの時代に、パラマウントはスウィフティ・アンド・ショーティー（Swifty and Shorty）やハニー・ハーフウィッチ（Honey Halfwitch）を制作した。また、漫画家のジャック・メンデルゾーンを呼び、子供の想像力と画力をベースにしたThe Story of George Washington、A Leak in the Dike（どちらも1965年）が制作された。
しかし、ポストはパラマウントのスタッフと内部対立を起こしスタジオを去った。改めて社長に就任した人物はフライシャー出身のシャムス・クルハネである.。クルハネはポストが作成途中だったいくつかの作品を完成させ、そして規約を無視してこれまでの体制と全く異なる映画を制作した 。1966年、スタジオはマーベル・スーパーヒーローズの制作者であるグラントレイ・ローレンス・アニメーションからマイティ・ソーの下請けを依頼された 。1967年、クルハネは子供の絵をベースにしたMy Daddy, the Astronautを制作し、それはアニメーション・フェスティバルで公開されるパラマウントとして最初の作品になるはずだった。しかし、パラマウントの取締役会がグラントレイ・ローレンス・アニメーション制作のスパイダーマンのエピソードの制作の提案を拒否したため、クルハネはスタジオを去った。後任はテリー・トゥーンズ出身のラルフ・バクシであった。バクシはすぐにいくつかの実験的な作品を制作したが、1968年冬、パラマウントの新たな買収者であるガルフ&ウェスタン社は会社を閉鎖する手続きに入った。最後のパラマウント・カートゥーン・スタジオの作品はFractured Fableシリーズの一つのMouse Trek（1967年12月31日公開）であった。

### 現在
フェイマス・スタジオには現在もアニメーション団体とパブリック・ドメインを扱うDVD業界でカルト的支持を得ている。
1961年の作品Abner the Baseballはアメリカ野球殿堂で陳列されている。
アニメーション史研究家のジェリー・ベック監修により、The Harveytoons Showというかつての作品をまとめたテレビ番組が1990年代に放送された。

## 作品

### 映画
- ポパイ（1942年 - 1957年）フライシャー時代のシリーズを継承
- スーパーマン（1942年 - 1943年）フライシャー時代のシリーズを継承
- ノベルトゥーン（1943年 - 1967年）
- リトル・ルル（1943年 - 1948年）
- スクリーン・ソング（1947年 - 1951年）フライシャー時代のシリーズを継承
- キャスパー（1950年 - 1959年）
- Kartune Musical Shorts（1951年 - 1953年）[26]
- ハーマンとカトニップ（1952年 - 1959年）
- モダン・マッドキャップ（1958年 - 1967年）
- Jeepers and Creepers（1960年）
- The Cat（1960年 - 1961年）
- Abner the Baseball（1961年、中編）[27]
- コミック・キング（1962年 - 1963年）
- スウィフティ・アンド・ショーティー（1964年 - 1965年）
- ハニー・ハーフウィッチ（1965年 - 1967年）
- Nudnik（1965年 - 1967年）ジーン・ダイッチ原作
- Merry Makers（1967年）
- GoGo Toons（1967年）
- Fractured Fables（1967年）

### テレビ作品
- フィリックス・ザ・キャット（1958年 - 1962年）下請け
- Matty's Funday Funnies（1959年 - 1962年）エピソードの制作のみ
- ポパイ（1960年 - 1962年）下請け
- King Features Trilogy（1961年 - 1965年）下請け
  - このとき放映された作品を劇場で再公開したのが「コミック・キング」である
- キャスパーと遊ぼう（1963年 - 1964年）下請け
- マイティ・ソー（1966年）下請け